# شعب زابوتيك
الزابوتيكيون هم شعب أصلي استوطن المكسيك. تركز شعب زابوتيك في ولاية واهاكا الجنوبية، لكن مجتمعات الزابوتيك وُجدت أيضًا في الولايات المجاورة. يُقدر تعداد السكان حاليًا بنحو 800 ألف إلى مليون نسمة، يتحدث معظمهم إحدى لغات ولهجات الزابوتيك الأصلية. في العصر ما قبل الكولومبي، كانت حضارة زابوتيك إحدى الحضارات المتطورة للغاية في أمريكا الوسطى، فامتلكت نظام كتابة مثلًا، من بين أمور أخرى. هاجر العديد من ذوي الأصول الزابوتيكية إلى الولايات المتحدة على مر عدة عقود، وحافظ هؤلاء على منظماتهم الاجتماعية الخاصة في لوس أنجلوس ومناطق سنترال فالي في ولاية كاليفورنيا. وفقًا لجيمي نيلسون، تضم قبيلة زابوتيك نحو مليون عضو.
هناك 4 مجموعات رئيسة من الزابوتيك، الإستِمنيوس الذين يعيشون جنوب برزخ تيهوانتيبيك، والسيرانوس الذين يعيشون في القسم الشمالي من سلسلة جبال سييرا مادري دي واهاكا، والزابوتيك الجنوبيون الذين يعيشون في القسم الجنوبي من جبال سييرا سور، وأخيرًا زابوتيك الوادي الأوسط الذين يعيشون حول وادي واهاكا.

## الاسم
زابوتيك هو اسم أجنبي مشتق من كلمة تزابوتيكا في لغات ناواتل (مفردها تزابوتيكاتي)، والتي تعني «قاطنوا مكان سبوتة». يُطلق الزابوتيكيون على أنفسهم اسم بِن زا، والتي تعني «شعب السحاب».

## تاريخ
توجد عدة نظريات حول أصل شعب الزابوتيك، من بينها نظريات على الأرجح أنها تأثرت بفترة ما بعد الاستعمار، ويتفق المؤرخون بشكل كبير على أن الزابوتيك استوطنوا الوادي الأوسط في واهاكا في فترة مبكرة تتراوح بين عامي 500 و300 قبل الميلاد، خلال ما يعتبره العلماء فترة مونتي ألبان الأولى. خلال تلك الفترة، أسس الزابوتيك نظامًا مرموقًا لحكم سكان المنطقة. استمرت فترات مونتي ألبان، والتي تُصنف ضمن 5 فترات، منذ عام 500 قبل الميلاد وحتى فترة الاستعمار عام 1521 ميلادي. لكن الدلائل الأثرية من موقع مونتي ألبان، وهي «أول مدينة في أمريكا الوسطى القديمة»، تشير إلى وجود مستوطنة في المنطقة قد يعود تاريخها إلى عام 1150 قبل الميلاد. استطاع العلماء من خلال تلك الاكتشافات إيجاد صلة بين الفترات التكوينية والكلاسيكية وما بعد الكلاسيكية لتلك الحضارة في المنطقة وتاريخ أمريكا الوسطى. اتسمت المرحلة التكوينية، منذ نحو العام 500 قبل الميلاد وحتى العام 200 بعد الميلاد، وهي الفترة التي تُنسب إليها فترتا مونتي ألبان الأولى والثانية، بتحوّلٍ إلى المستوطنات الدائمة وممارسة الزراعة من أجل العيش والبقاء. منذ نحو العام 200 بعد الميلاد وحتى العام 900، أي في فترة مونتي ألبان الثالثة، شهدت المرحلة الكلاسيكية بروز البنى الاجتماعية والسياسية في حضارة زابوتيك. شهدت تلك الفترة أيضًا فورة في النشاط الديني داخل قيادة الدولة للمجتمع. لاحقًا، وخلال «المرحلة العسكرية» الممتدة منذ عام 900 وحتى 1521 ميلادي، والتي تماثل فترتي مونتي ألبان الرابعة والخامسة، أدى بروز التأثير العسكري ورواجه في مجتمعات أمريكا الوسطى إلى انخراط الدول في حروب و«عقائد الحرب».

## الثقافة

### اللغة
تتألف مجموعة اللغة الزابوتيكية مما يزيد عن 60 شكل متغيرة من اللغة الزابوتيكية، ولغات تشاتينو القريبة منها بشدة. إن اللغة الزابوتيكية الإستمنيوسية (أو الزابوتيكية البرزخية)، وهي اللغة المحكية في السهول الساحلية للمحيط الهادئ في القسم الجنوبي من برزخ تيهوانتيبيك في ولاية واهاكا، هي إحدى الفروع الكبرى للغات الزابوتيك.